# Şofeyreh
Şofeyreh (persiska: صفیره) är en ort i Iran.   Den ligger i provinsen Khuzestan, i den centrala delen av landet, 500 km söder om huvudstaden Teheran. Şofeyreh ligger 23 meter över havet och antalet invånare är 311.
Terrängen runt Şofeyreh är platt.Runt Şofeyreh är det ganska tätbefolkat, med 144 invånare per kvadratkilometer. Närmaste större samhälle är Ahvaz, 18,0 km väster om Şofeyreh. Trakten runt Şofeyreh är ofruktbar med lite eller ingen växtlighet.